# 오산원당초등학교
오산원당초등학교는 대한민국 경기도 오산시에 있는 공립 초등학교이다.

## 학교 연혁
- 2005.12.26 학교설치 조례 공포
- 2006.02.15 오산원당초등학교 준공(8,527m2)
- 2006.03.01 초대 이동하 교장 취임
- 2006.03.01 초등학교 12학급, 유치원2학급 개교
- 2007.02.15 제1회 졸업장 수여식(남 9명, 여 9명, 계 18명)
- 2007.03.01 초등학교 14학급,유치원 2학급 편성
- 2007.03.02 입학식 및 개학식
- 2008.03.01 초등학교 13학급,특수학급1학급, 유치원 2학급 편성
- 2009.03.01 초등학교 12학급,특수학급1학급, 유치원 2학급 편성
- 2010.02.11 제4회 졸업장 수여식(남:24명, 여:27명 계:51명)
- 2010.03.01 초등학교 12학급,특수학급1학급,유치원2학급 편성
- 2011.02.15 제5회 졸업장 수여식(남22명 여:25명 계47명)
- 2011.03.01 초등학교 13학급 .특수학급1학급. 유치원2학급 편성
- 2012.02.14 제6회 졸업장 수여식(남24명 여:24명 계48명)
- 2012.03.01 초등학교 13학급 .특수학급1학급. 유치원2학급 편성
- 2012.03.01 제3대 김명준 교장선생님 부임
- 2013.02.15 제7회 졸업장 수여식(남28명 여:22명 계50명)
- 2013.03.01 초등학교 13학급 .특수학급1학급. 유치원2학급 편성
- 2014.02.14 제8회 졸업장 수여식(남:26명, 여:16명, 계42명)
- 2014.03.01 초등학교 13학급, 특수학급1학급, 유치원2학급 편성

## 참고 자료
- 오산원당초등학교 - 한국교육학술정보원 학교알리미